# Normal Superior de Florencia
La Escuela Normal Superior de Florencia es un centro educativo público ubicado en Florencia, capital del departamento colombiano de Caquetá. Fue fundada el 8 de marzo de 1953. Está adscrita a la Secretaría de Educación Municipal de Florencia mediante la Resolución de Aprobación 609 de la misma entidad y acreditada ante el Ministerio de Educación de Colombia mediante la Resolución 2815. En ella se forman maestros para educación preescolar y primaria en la amazonia colombiana.

## Historia
La historia del colegio se remonta al año de 1952, cuando el vicario apostólico del Caquetá, monseñor Antonio María Torasso, misionero de la comunidad la Consolata, oriundo de Italia, detectó que uno de los problemas fundamentales de la región caqueteña era la falta de personas preparadas para orientar la educación en la zona. Fue en este año cuando, con la colaboración de otros cinco misioneros y algunas misioneras de su misma comunidad, inició las actividades necesarias para fundar y organizar la institución educativa para el Caquetá. El 8 de marzo de 1953, fue fundada la Escuela Normal Nacional para Señoritas, iniciando el trabajo pedagógico con la colaboración de las Hermanas Misioneras de la Consolata, entre ellas la Hermana Alda Fenoglio, quien fue la primera rectora. 
En 1954 se funda la Escuela Anexa, con treinta estudiantes, dirigida por la profesora Laura Cortés y las practicantes de la Normal. En 1955 se nombran las primeras profesoras, entre las que figuraron Ducac García y Aura Quintero. El 8 de marzo de 1956, monseñor Torasso puso la primera piedra para la construcción del edificio en el sitio que hoy ocupa la Normal Superior, y se inicia así la obra, con la idea de una Normal rural.
En los siguientes años siguió su desarrollo hasta convertirse en uno de los mejores colegios públicos de la región , destacándose incluso a nivel nacional.
Mediante el Decreto 160 de diciembre de 2003 se anexan a la Normal las anteriores escuelas de Las Brisas, Los Ángeles y Capitolio, aumentando así su cobertura y convirtiéndose en uno de los colegios más grandes del departamento y en el único que forma maestros en toda la región amazónica.[cita requerida]
De este colegio han egresado personajes destacados de la política colombiana como el senador Jorge Eliécer Guevara.

### Década de los sesenta
Varios son los hechos que merecen especial mención durante estos años: en el año 1960 muere el benemérito fundador monseñor Antonio María Torasso, dejando huellas imborrables en toda la comunidad educativa. La última promoción de maestros rurales tuvo lugar en el año 1963. Al año siguiente se inicia la Normal Nacional, con cuatro bimestres académicos, iniciándose así una época de ensayos académicos y formativos; la primera promoción de normalistas superiores con el título de "Maestros" tuvo lugar en el año 1966. En 1969 se gradúa la primera promoción mixta de la Normal.

### Década de los setenta
Al iniciar esta década el Ministerio de Educación Nacional autoriza a la Normal para profesionalizar algunos maestros rurales. Por única vez y en jornada nocturna terminaron 12 maestros. Además comienzan a dictar cursos vacacionales para validar en la Normal. El Ministerio de Educación Nacional, decreta el "Bachillerato Pedagógico", como parte de la nueva reforma educativa en el año 1974. En febrero de este mismo año, la escuela Anexa ocupa las instalaciones en que hoy se ofrece el preescolar y la primaria de la Normal Superior, lográndose ampliación significativa en los cupos. En 1967 se inicia la Normal mixta a partir del grado primero de bachillerato.

### Década de los ochenta
A principios del año 1982 se implementa un nuevo sistema disciplinario, estructurándose el autocontrol desde un marco ideológico y organizado. En 1987 finaliza la administración de las Hermanas Misioneras de la Consolata, quienes por 35 años dirigieron acertadamente la Institución. En el año 1988, seis Hermanas Franciscanas Misioneras de María Auxiliadora llegan a la Institución para recibir la administración, asumiendo como rectora la hermana Cecilia Muñoz Ibarra, quien continua con los principios religiosos y humanos que caracterizan la Institución, como uno de los mejores colegios de la localidad y la región.

### Década de los noventa
La Rectora Hermana Cecilia Muñoz gestiona recursos para el mantenimiento de la planta física. En el año 1993 se realizan dos jornadas culturales para celebrar los 40 años. En 1994 se adquiere un completo laboratorio para el área de ciencias naturales. En 1996, se autoriza a la Normal para iniciar el proceso reestructuración según la Resolución 3075 del 15 de julio. Ese mismo año la Normal entra a formar parte de ASONEM (Asociación de Escuelas Normales).

### Últimos años
Entre 2001 y 2003 la institución fue dirigida por Nelly Vega de Álvarez a quien le correspondió orientar el proceso de acreditación de calidad y desarrollo de la Institución Educativa Escuela Normal Superior. Mediante Decreto 160 del 23 de diciembre de 2003 se crea la Institución Educativa Normal Superior con las sedes de Las Brisas, Anexa, Los Ángeles, y Capitolio, atendiendo el ciclo completo de educación desde el nivel de preescolar, hasta el de normalista superior; pasando por la básica secundaria, media y el ciclo complementario. En enero de 2004 se nombró como rectora a la hermana Marelvi Cecilia Vuelvas Mendoza, perteneciente a la comunidad religiosa Franciscanas Misioneras de María Auxiliadora. En enero de 2005, mediante Decreto de Traslados 0016 del 3 de enero, es nombrado como rector el presbítero Jorge Hernán Alzate Alzate, de reconocida trayectoria y logros en la orientación de procesos educativos proyección regional, desde la Rectoría del Seminario Menor San José y de la Diócesis de Florencia. En el 2012 comenzó el avance en la creación de aulas especializadas de informática, inglés, matemáticas, física, y química, gracias al apoyo del gobierno y su programas de las TIC, en el 2013 se celebró sus 60 años de cumplimiento y labor de crear nuevos maestros normalistas.
En un proyecto institucional del uso de las nuevas tecnologías se creó un Videojuego conmemorando los 60 años de la Normal el cual se publicó en subxanima para su distribución libre, y se puede descargar en este enlace: http://www.mediafire.com/?g9cilmpx8lpiy6d que ha sido muy bien visto por los miembros institucionales por su gran avance en las nuevas tecnologías, además se realizó una secuela de este juego (descarga: http://www.mediafire.com/download/qrlr1k6jyrg8jsf/normal_zombie.rar) el cual incluye gran parte de la ciudad de Florencia, como la plaza Pisarro y edificios de patrimonio municipal.